# Rábapaty, Vas
Rábapaty  este un sat în districtul Sárvár, județul Vas, Ungaria, având o populație de 1.665 de locuitori (2011). 

## Demografie
Componența etnică a satului Rábapaty
     Maghiari (97,73%)
     Germani (1,42%)
     Necunoscut (0,28%)
     Romi (0,57%)
     Alții (0,28%)
Componența confesională a satului Rábapaty
     Romano-catolici (62,4%)
     Luterani (9,49%)
     Fără religie (2,58%)
     Necunoscută (24,56%)
     Alte religii (1,68%)
Conform recensământului din 2011, satul Rábapaty avea 1.665 de locuitori. Din punct de vedere etnic, majoritatea locuitorilor (97,73%) erau maghiari, cu o minoritate de germani (1,42%). Apartenența etnică nu este cunoscută în cazul a 0,28% din locuitori.  Din punct de vedere confesional, majoritatea locuitorilor (62,4%) erau romano-catolici, existând și minorități de luterani (9,49%) și persoane fără religie (2,58%). Pentru 24,56% din locuitori nu este cunoscută apartenența confesională.